# Uppsala, Falköpings kommun
Uppsala är en by i Ugglums socken i Gudhems härad i Falköpings kommun i Västergötland, belägen norr om Mösseberg nedanför Träleborg.

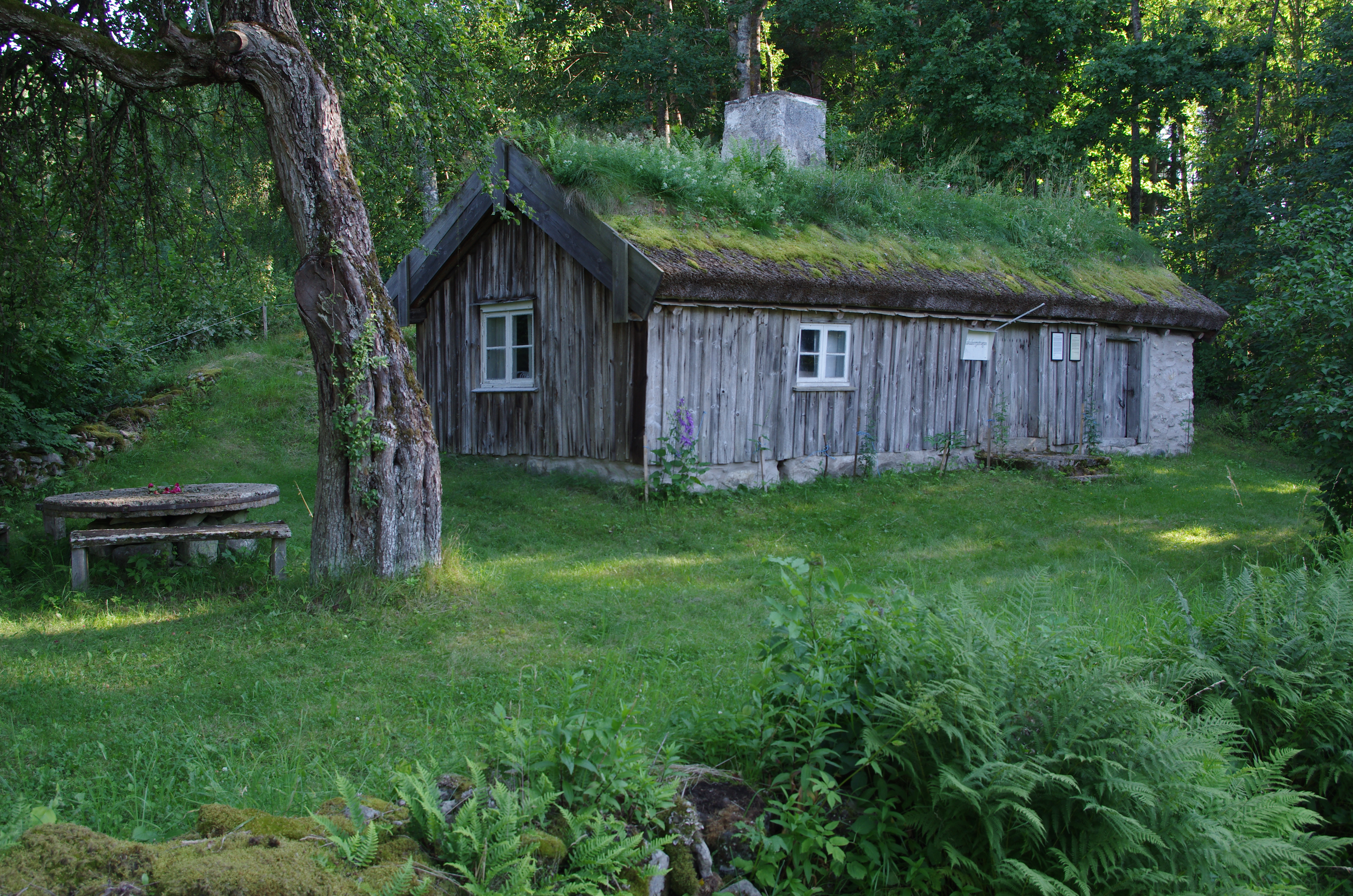
Flakebergsstugan